# José Mauri
José Agustín Mauri, född 16 maj 1996, är en argentinsk-italiensk fotbollsspelare som spelar för Talleres.
Den 30 augusti 2016 lånades Mauri ut från Milan till Empoli på ett låneavtal över säsongen 2016/2017.